# Russula nobilis
Russula nobilis é um fungo que pertence ao gênero de cogumelos Russula na ordem Russulales. Não é comestível e, provavelmente venenoso se consumido em grande quantidade, mas não mortal.